# Vivandieră

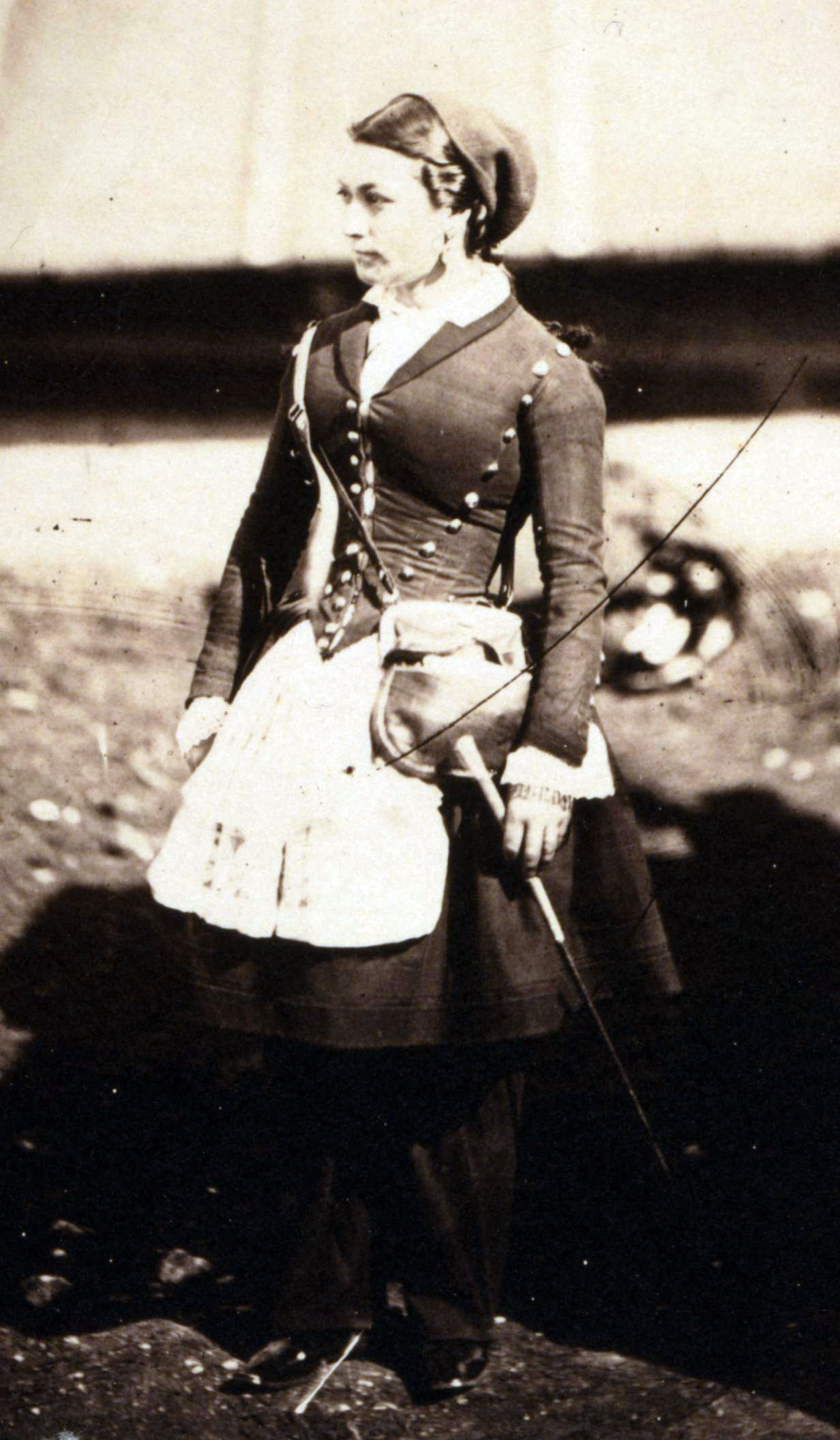
O vivandieră franceză în Crimeea în timpul Războiului din Crimeea, în 1855, fotografiată de Roger Fenton.

Vivandiera (în franceză vivandière sau cantinière) era o femeie atașată regimentelor militare și autorizată să însoțească armatele unor țări pentru a vinde soldaților alimente și alte articole de consum. Începând din 1793, în Franța, vivandierele au început să vândă vin trupelor și să gestioneze cantine, fiind numite „cantinière” în loc de „vivandière”, dar utilizarea ambilor termeni a fost comună în limba franceză până la mijlocul secolului al XIX-lea, iar „vivandière” a rămas termenul ales în țările nevorbitoare de limbă franceză țări cum ar fi Statele Unite ale Americii/Statele Confederate ale Americii, Spania, Italia și Marea Britanie. Vivandierele au servit în armata franceză până la începutul Primului Război Mondial, dar acest obicei s-a răspândit în multe alte armate. Vivandierele au servit, de asemenea, ambele părți în Războiul Civil American, armatele din Spania, Italia, statele germane, Elveția și diverse armate din America de Sud, deși se cunosc puține detalii în cele mai multe dintre aceste cazuri deoarece istoricii nu au realizat cercetări extinse.

## Origini
Originile vivandierelor sunt imposibil de stabilit cu precizie. Nevestele soldaților au călătorit împreună cu armatele o lungă perioadă și, în anii de dinainte de 1700, armatele aveau adesea mai multe femei și copii decât soldați. În 1700 exista o categorie de femei care însoțeau armata franceză, compusă din soțiile legitime ale militarilor care serveau ca vivandiere. Până la Revoluția Franceză, dreptul legal de a vinde produse alimentare, băuturi și diverse alte produse cum ar fi tutunul, perucile, hârtia de scris și cerneala pentru soldații din orice regiment aparținea exclusiv unui număr de opt soldați cunoscuți sub numele de vivandieri. Acest lucru era tipic pentru Europa în perioada Vechiului Regim, în care un număr mic de persoane privilegiate aveau monopol asupra unei activități.

## Franța

### Perioada revoluționară
Revoluția franceză din 1789 a distrus structura aristocratică rigidă a armatei franceze. Mulți ofițeri nobili au părăsit țara, iar cei care au rămas erau suspecți din punct de vedere politic. Mii de soldați au dezertat din armată în haosul general. Atunci când Franța a intrat în război cu monarhiile din Europa în 1792, armata sa era dezorganizată și indisciplinată.
O problemă-cheie a fost că disciplina și ordinea nu mai erau respectate. Mii de femei, multe dintre ele iubite sau prostituate, călătoreau împreună cu armatele, consumând rațiile militarilor și proviziile și ocupând spațiu. Un număr mic de femei soldat sau femmes soldats s-au înrolat, de asemenea, în rândurile armatei și au luptat alături de bărbați. În plus, vivandierele obișnuite au continuat, de asemenea, să însoțească armata.
În același timp, grupuri politice ale femeilor din Paris, cum ar fi Societatea Femeilor Revoluționare Republicane au manifestat pentru drepturi mai egale pentru femei acum că bărbații au fost eliberați de Revoluție. Revoluționarii radicali nu au mai fost atât de radicali atunci când a venit vorba de drepturile femeilor; ei au vrut să facă armatele mai eficiente, dar au vrut, de asemenea, să zdrobească aspirațiile politice ale femeilor și să le păstreze pe femeile franceze în roluri inferioare.
Rezultatul a fost o serie de legi adoptate din aprilie până în octombrie 1793. Legea pentru eliminarea femeilor inutile din armată a fost adoptată de Convenția Națională pe 30 aprilie 1793. Ea a interzis prezența tuturor femeilor în armată, inclusiv a femeilor soldat. Aceasta a fost agenda politică a guvernului, deoarece serviciul militar a fost echivalat cu cetățenia. Cu toate acestea, legea a permis în mod specific ca femeile să însoțească armata dacă făceau parte din una din două categorii: spălătorese („blanchisseuses”) și vivandiere.
Termenul „cantinière” a intrat în uz în jurul anului 1793, când vivandierele au gestionat cantine în cazărmi și garnizoane, precum și în corturile lor în timpul campaniilor. Noul cuvânt a înlocuit repede pe vechiul „vivandière” în rândul trupelor de luptă franceze, dar Ministerul de Război a continuat să utilizeze o combinație a celor două cuvinte (de multe ori alternativ) până în anul 1854.

### Războaiele Napoleoniene

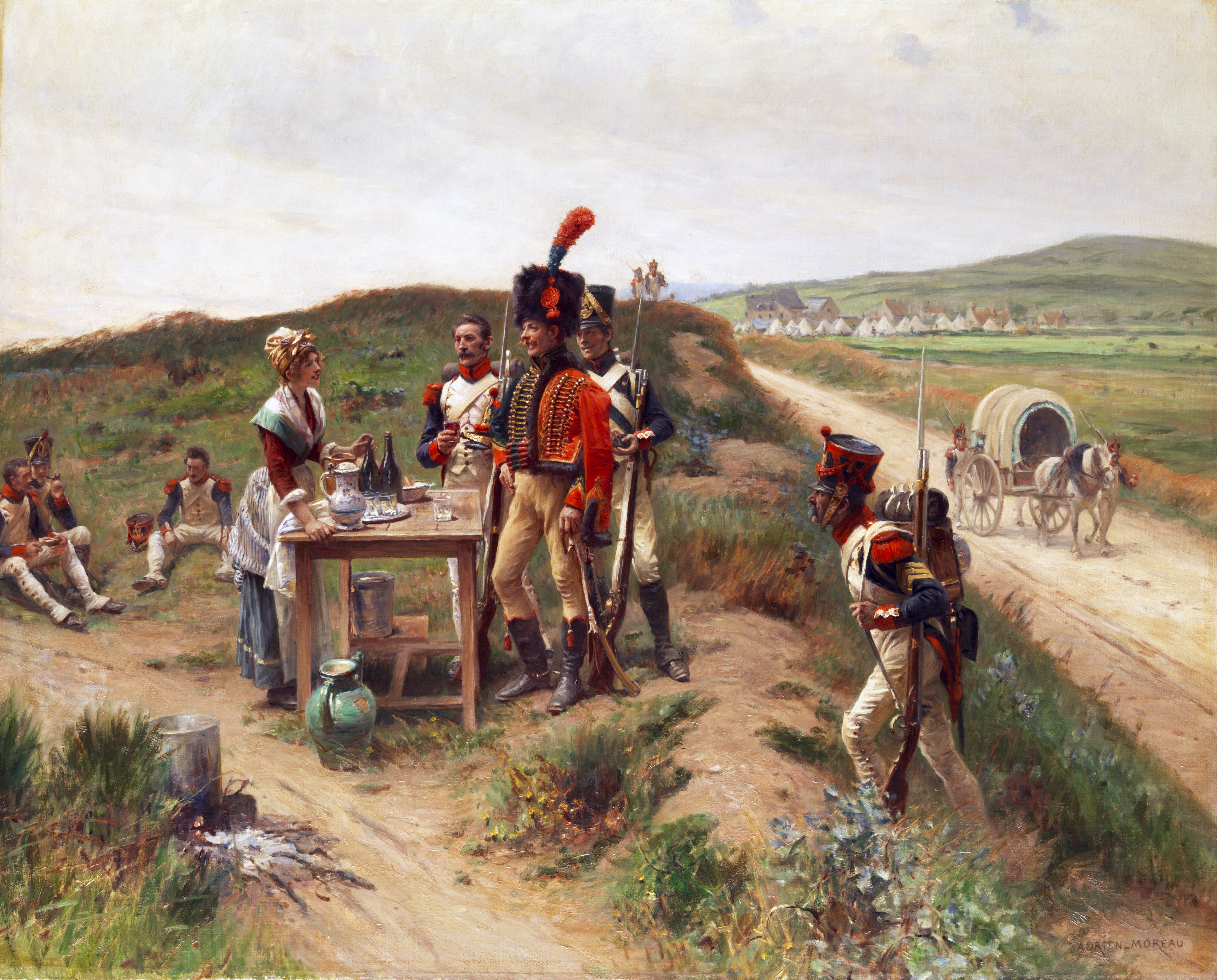
Câțiva grenadieri, un husar și o vivandieră.

Numărul cantinierelor a crescut foarte mult în timpul Războaielor Napoleoniene, dobândind faimă pentru eroismul dovedit pe câmpul de luptă, precum și pentru îngrijirea bolnavilor și răniților. Ei au luptat în fiecare campanie franceză și bătălie a epocii, creând o legendă care a supraviețuit mult timp după aceea. Cantinierele ofereau mâncare și băutură trupelor pe câmpul de luptă (în general, fără bani în zilele de luptă), îi îngrijeau pe răniți și le ridicau moralul. Unele cantiniere, potrivit surselor, aveau muschete și luptau cot la cot cu bărbații.

### Restaurația Bourbonică și Monarhia din Iulie
După înfrângerea lui Napoleon I în 1814-1815, Monarhia de Bourbon a eliminat titlul de cantinieră și a restaurat cuvântul vivandieră. Bourbonii au încercat, de asemenea, să numească vivandierele în funcție de loialitatea politică față de monarhie. Soldații au continuat totuși să-și protejeze cantinierele pentru a nu fi înlăturate. Cantinierele au însoțit trupele franceze în Spania în 1823 și în Algeria în 1830. Aceste femei au început să poarte uniforme militare în Algeria, iar practica s-a răspândit rapid în întreaga armată.
Răsturnarea Monarhiei de Bourbon a lui Carol al X-lea și stabilirea Monarhiei din Iulie în 1830 a adus un nou guvern, care a fost mai puțin ostil ideilor și terminologiei Revoluției Franceze. În timp ce noul guvern a continuat să folosească numele de vivandiere în regulamente, trupele au folosit numele cantiniere. Aceste femei au fost prezente la luptele din Algeria pe tot parcursul perioadei 1830-1848 și chiar ulterior.

### Al Doilea Imperiu

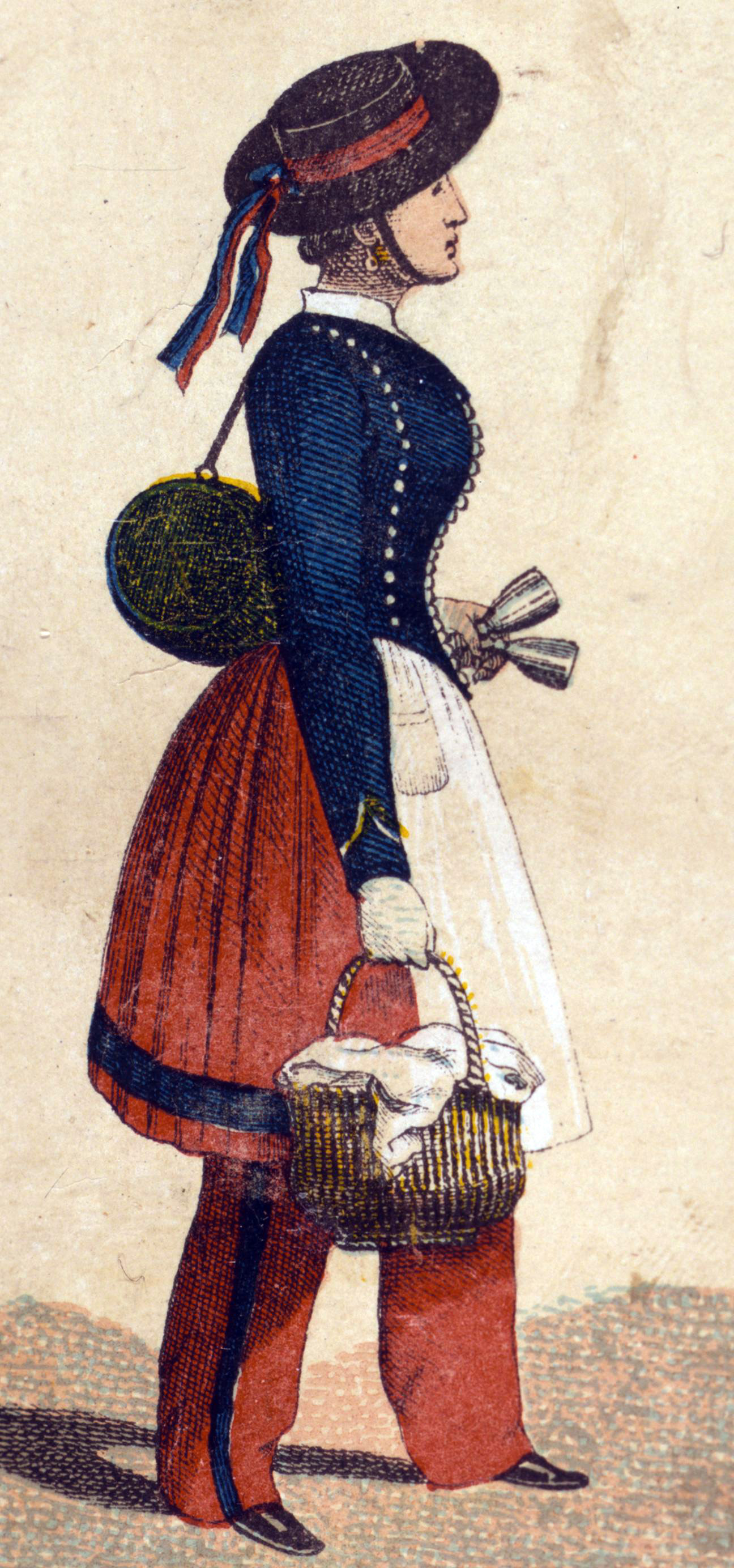
O ilustrată din 1896 a unei cantiniere din 1853

În timpul celui de-al Doilea Imperiu cantinierele au dobândit o imagine populară, chiar dacă romantizată, ca simbol al armatei franceze. Napoleon al III-lea a dublat numărul cantinierelor în 1854, iar ele au servit alături de unitățile lor în fiecare campanie a celui de-al Doilea Imperiu, în special în Războiul din Crimeea, cel de-al Doilea Război Italian de Independență, Intervenția Franceză în Mexic, Colonizarea Cochinchinei și în Războiul Franco-Prusac. Cantinierele au fost prezente de ambele părți în timpul evenimentelor Comunei din Paris.

### A Treia Republică
Odată cu adoptarea unei conscripții pe termen scurt în armata celei de-a Treia Republici, cantinierele au fost eliminate și înlocuite cu lucrători civili care erau angajați doar la depozitele regimentului și nu purtau uniforme. Acest proces a început în 1875, cu reducerea numărului de cantiniere, și a culminat în anul 1890, când Ministerul de Război a interzis cantinierelor să poarte uniforme, cerându-le în schimb să poarte o rochie civilă simplă de culoare gri și o plăcuță de identificare militară. Noua lege, de asemenea, a interzis cantinierelor să participe la campanie sau la manevre cu regimentele lor. Astfel rolul cantinierelor s-a încheiat efectiv. În 1905, Ministerul de Război a eliminat cantinierele, în cele din urmă, înlocuindu-le cu cantinieri care erau veterani retrași din armată. Femeilor care încă mai serveau li s-a permis să-și continue activitatea, astfel încât unele au servit până la și chiar și în Primul Război Mondial, dar nu li s-a permis să meargă la luptă.
Cantinierii au devenit extrem de nepopulari și au fost eliminați din armată în 1940. Percepția populară printre soldați a fost că bărbații cantinieri erau lacomi, inutili și neplăcuți, în contrast cu cantinierele pe care soldații le percepeau în mare măsură ca generoase, altruiste și prietenoase.

## Războiul Civil American

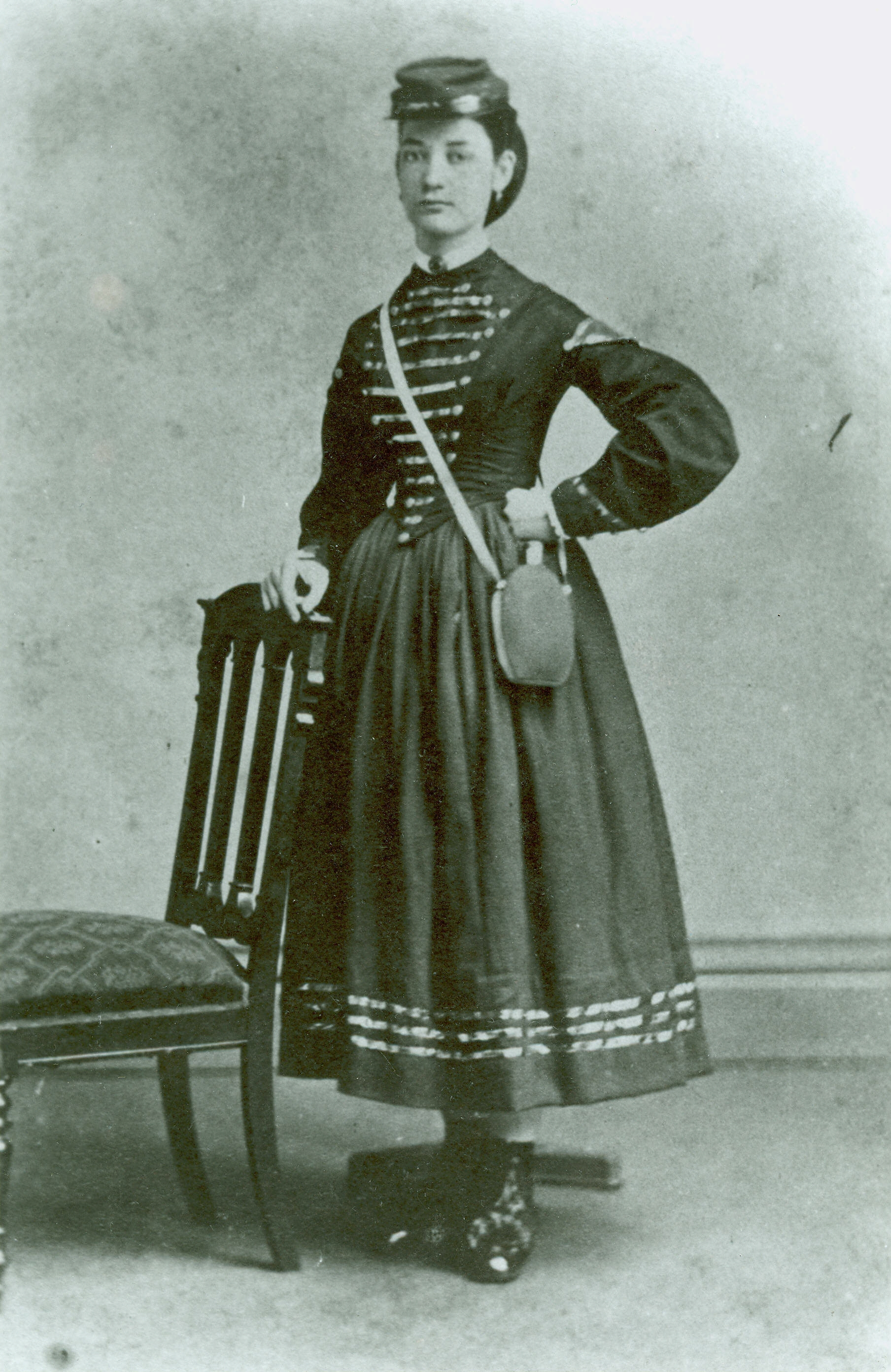
O americancă neidentificată în timpul Războiului Civil American, presupusă a fi o vivandieră.

În timpul Războiului din Crimeea, Departamentul de Război al Statele Unite ale Americii a trimis trei ofițeri ai Armatei Statelor Unite ale Americii în Europa pentru a observa tehnicile curente ale războiului. Ei au adus obiceiul vivandierelor în America și în timpul Războiului Civil din 1861-1865 multe femei patriote au servit ambele părți ca vivandiere, deși numerele exacte nu sunt cunoscute, iar practica nu pare să fi avut un impact puternic și de durată așa cum a avut-o în Franța.

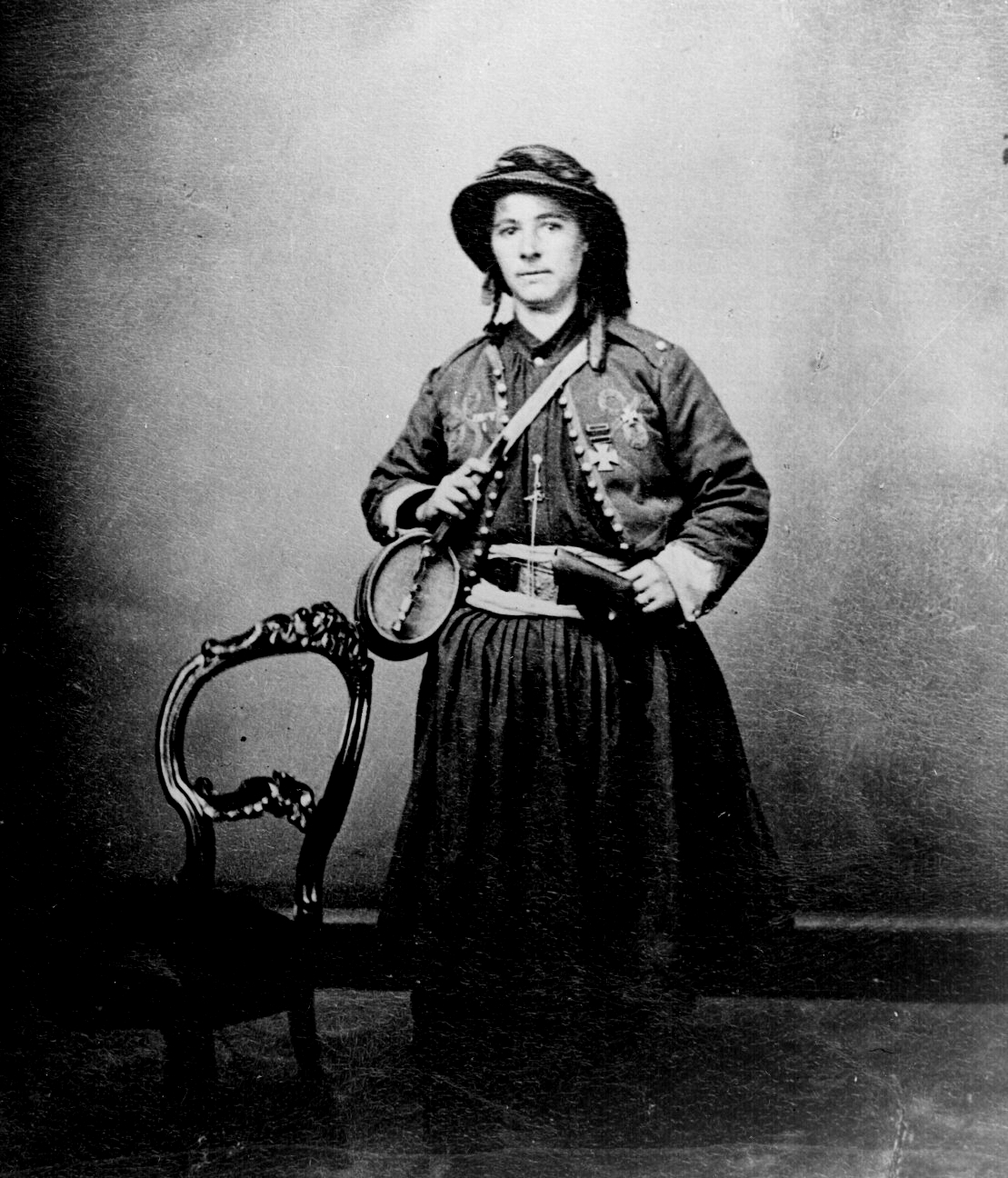
Franțuzoaica Mary Tippe din Regimentul 114 Infanterie Pennsylvania, o vivandieră a Războiului Civil American.

Un exemplu american a fost Anna (Annie) Etheridge, care locuia la Detroit atunci când a izbucnit Războiul Civil. Etheridge s-a alăturat în aprilie 1861 altor 19 femei care s-au înrolat ca vivandiere în Regimentul 2 Voluntari Michigan al Armatei Uniunii. Atunci când Regimentul 2 Michigan a fost implicat în lupta de la Blackburn's Ford, Etheridge a îngrijit răniții și le-a adus adus apă celor muribunzi. Ea a servit Regimentul în cursul bătăliilor sale, inclusiv în Bătălia de la Bull Run. La Chancellorsville, Etheridge a fost rănită la mână atunci când un ofițer al Uniunii a încercat să se ascundă în spatele ei, iar el a fost ucis în cele din urmă și calul ei a fost rănit. Pentru curajul ei în timpul luptelor, Etheridge a fost una din cele doar două femei decorate cu Crucea Kearny, numită în onoarea generalului Philip Kearny. Cealaltă destinatară a fost franțuzoaica Mary Tippe. O altă vivandieră din Războiul Civil a fost Kady Brownwell.